# Гринішак Олег Юрійович
Оле́г Ю́рійович Гриніша́к (9 квітня 2002, Назавизів — 25 жовтня 2023, Кліщіївка) — український військовослужбовець, старший солдат, учасник російсько-української війни. Кавалер ордена «За мужність» ІІІ ступеня (посмертно).

## Біографія
Народився 9 квітня 2002 року в селі Назавизів, Надвірнянського району, Івано-Франківської області. Після закінчення школи всутив на факультет історії ПНУ.
В 2022 році будучи студентом 2 курсу мобілізувався до лав 80-ї окремої десантно-штурмової бригади. Служив старшим солдатом, старшим оператором 1 відділення 2 взводу противотанкових ракетних комплексів військової частини А0284.
Загинув 25 жовтня 2023 року поблизу села Кліщіївка Донецької області. Похований 1 листопада 2023 року в рідному селі.

## Нагороди
- Орден «За мужність» ІІІ ступеня (посмертно) — за особисту мужність, виявлену у захисті державного суверенітету та територіальної цілісності України, самовіддане виконання військового обов'язку[4][5]